# Монголия на зимних Олимпийских играх 1972
Монголия принимала участие в Зимних Олимпийских играх 1972 года в Саппоро (Япония) в третий раз за свою историю, но не завоевала ни одной медали. Сборную представляли два лыжника и два конькобежца. Лувсаншаравын Цэнд выступил на своей третьей Олимпиаде подряд.

## Результаты

### Конькобежный спорт
Мужчины
| Спортсмен | Дистанция            | Результат | Результат |
| Спортсмен | Дистанция            | Время     | Место     |
| --------- | -------------------- | --------- | --------- |
| 500 м     | Лувсанлхагвын Дашням | 42.86     | 28        |
| 1500 м    | Лувсанлхагвын Дашням | 2:20.42   | 38        |
| 5000 м    | Лувсаншаравын Цэнд   | 8:30.47   | 28        |
| 10,000 м  | Лувсаншаравын Цэнд   | 17:15.34  | 24        |

### Лыжные гонки
Мужчины
| Спортсмен                | Дисциплина | Результат  | Результат |
| Спортсмен                | Дисциплина | Время      | Место     |
| ------------------------ | ---------- | ---------- | --------- |
| Намсрайн Сандагдорж      | 15 км      | 52:48.54   | 57        |
| Намсрайн Сандагдорж      | 30 км      | 1:52:14.67 | 52        |
| Данзангийн Нарантунгалаг | 15 км      | 52:06.18   | 56        |
| Данзангийн Нарантунгалаг | 30 км      | 1:51:29.88 | 51        |